# Тауширање
Тауширање или дамасцирање је златарска техника улагања меканог у тврђи метал, која је била посебно развијена у Дамаску (по коме је и добила име). Ово је техника којом се жица од метала, углавном сребра или злата, а нешто ређе бакра или месинга уметала у основу која је била од гвожђа, челика или бронзе. Кујунџије су ову скупу технику користиле за орнаментисање свих делова хладног и ватреног оружја, а мотиви су били ознаке вере, подаци о мајстору или наручиоцу и време израде.